# Шапел Спинас
Шапел Спинас (фр. Chapelle-Spinasse) насеље је и општина у централној Француској у региону Лимузен, у департману Корез која припада префектури Тил.
По подацима из 2011. године у општини је живело 115 становника, а густина насељености је износила 19,52 становника/km². Општина се простире на површини од 5,89 km². Налази се на средњој надморској висини од 600 метара (максималној 645 m, а минималној 564 m).

## Демографија
| 1962. | 1968. | 1975. | 1982. | 1990. | 1999. | 2011. |
| ----- | ----- | ----- | ----- | ----- | ----- | ----- |
| 117   | 124   | 134   | 119   | 137   | 133   | 115   |

График промене броја становника у току последњих година